# Brigus Island
Brigus Island – niezamieszkana wyspa w Zatoce Frobishera, w Archipelagu Arktycznym, w regionie Qikiqtaaluk, na terytorium Nunavut, w Kanadzie. W pobliżu Brigus Island położone są wyspy: Brook Island, Falk Island, Gay Island, Pike Island i Smith Island.